# قاي إس. هوستون
قاي إس. هوستون (بالإنجليزية: Guy S. Houston)‏ هو لاعب كرة قاعدة وسياسي أمريكي، ولد في 1960. نشط حزبياً في الحزب الجمهوري. وقد انتخب عضو جمعية ولاية كاليفورنيا.